# 馬頭面具

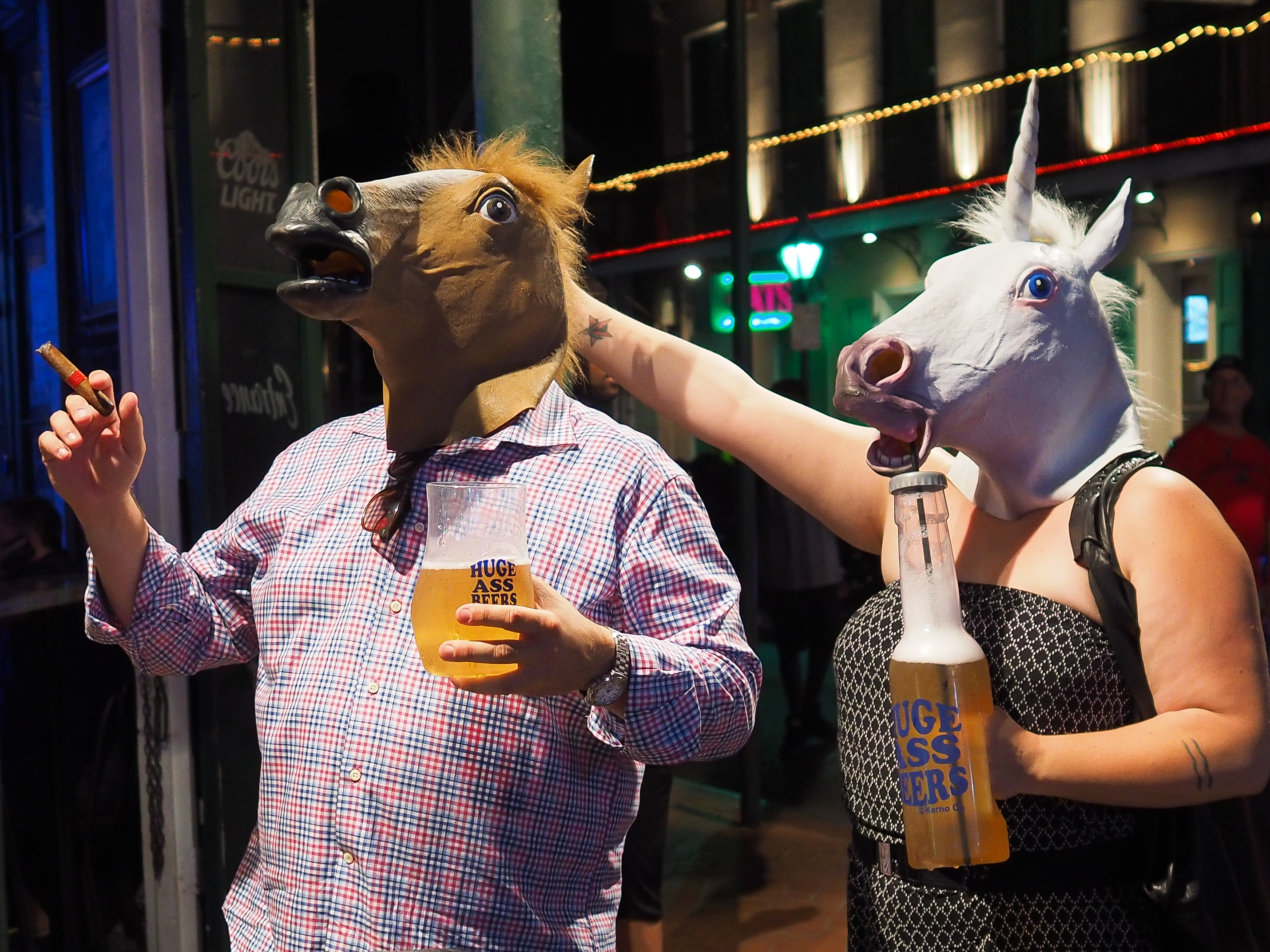
在紐奧良波旁街的一家酒吧中穿戴馬頭及獨角獸面具的人

馬頭面具（英語：Horse head mask）顧名思義，是一種馬頭形狀的套頭乳膠面具，最初出自專門販售新奇飾物的經銷商阿奇麥克菲之手，現在則可以在全球各地買到。該面具通常在萬聖節或其他節日上穿戴，以給人一種滑稽、不合群、時髦或冒犯性的印象，同時也可做到隱藏身份的作用，也因此成為網路迷因。
除此之外，阿奇麥克菲和其他經銷商也販賣明顯看得出是馬的獨角獸面具，亞利桑那州立大學校際籃球隊太陽魔的球迷就曾經戴著它來分散客隊罰球手的注意力。

## 起源
馬頭面具最初在2003年開始由阿奇麥克菲以萬聖節服裝的形式出售，並稱其以「帶人造鬃毛的逼真棕色乳膠」製成。麥克菲表明「一位戴著馬頭面具的人能讓人們感到不安」，且該面具「已成為一種全球現象」。在此之後，其他廠商參考了馬頭面具的外觀和設計。儘管當前馬頭面具迷因始於2003年的阿奇麥克菲橡膠面具，但其實早有先例：在1997年，英國新聞諷刺迷你劇《火眼金晴》的第二集〈毒品〉（"Drugs"）就短暫播出了一個具有馬頭面具的鏡頭。

## 迷因歷史

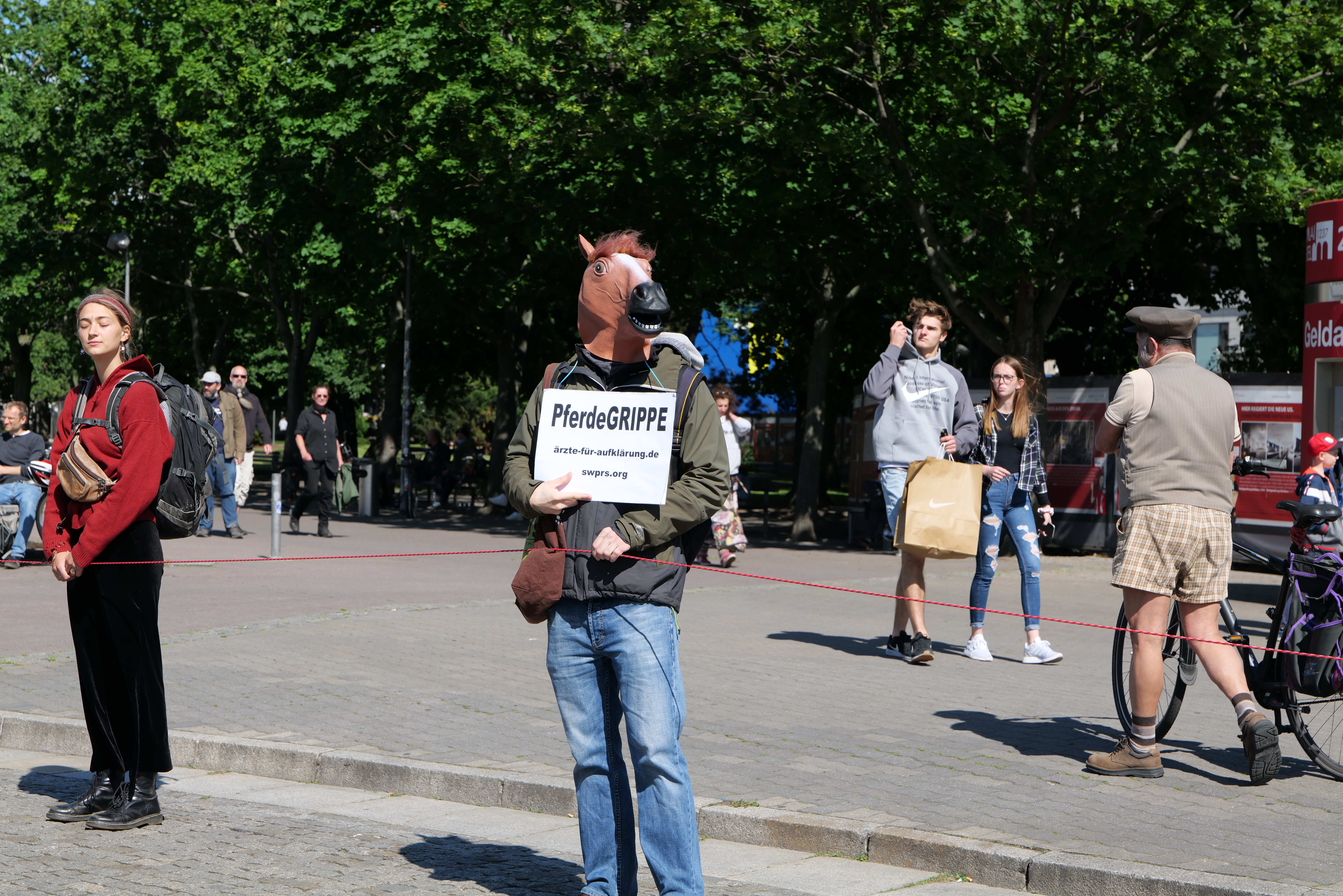
頭戴馬頭面具的Covid-19阴谋论者在柏林海神噴泉示威

目前尚不清楚馬頭面具什麼時候從單純的新奇性飾物轉變成迷因，但根據《華盛頓郵報》記者凱特琳·杜威（Caitlin Dewey）的說法，有很多種催化原因造成該面具的爆紅。2003年日本動畫《驚爆危機 校園篇》的其中一個角色「馬尾男」是一位「拿著梳子追趕女生的變態」，其形象十分類似戴著麥克菲面具的人。憑著該作品的熱度和面具開始販賣，Cosplay「馬尾男」的粉絲不斷出現。兩年後，孤獨星球在其《沈浸式旅行指南》中建議在旅行時戴上馬頭面具。不久之後，演員湯姆·格林在其網路脫口秀節目《湯姆·格林今夜屋》的其中一集中一邊戴著馬面具，一邊搖頭尖叫。2008年1月，一位化名Wotaken的日本行為藝術家將自己戴著馬頭面具、隨著《最終幻想》的配樂〈妖星亂舞〉（"Dancing Mad"）起舞的同時全裸採摘、烹飪和食用迷幻蘑菇的過程放上YouTube，獲得超過200萬的觀看數，令該面具更加知名，但影片隨後因違反服務條款而被刪除。
在Wotaken上傳其魔幻至極的烹飪影片後，馬頭面具成為常見的網路迷因。在2010年，一位被稱作「馬頭男孩」（Horse boy）的路人在蘇格蘭亞伯丁被Google街景服務拍到。而在2012年10月颶風珊迪吹襲華盛頓特區期間，NBC新聞的現場鏡頭捕捉到一位戴著馬頭面具的赤膊慢跑男性。
2014年7月，時任美國總統巴拉克·奧巴馬在丹佛街頭被拍到與馬頭路人握手，令一眾媒體關注面具的由來，其中便包括撰寫出一系列關於馬頭面具迷因歷史和文化影響的文章的《華盛頓郵報》。

## 外部連結
- 馬頭面具在Know Your Meme上的條目